# Gymnocalycium bayrianum
A Gymnocalycium bayrianum a valódi kaktuszok (Cactaceae) Trichocereeae nemzetségcsoportjának Gymnocalycium nemzetségébe tartozó gömbkaktusz faj; a Mostiana fajsor egyik faja.

## Elterjedése
Argentína Tucumán tartományában van, a Medina-hegységben, 1000–1500 m között.

## Megjelenése, felépítése
Magányos, kékeszöld, 6–12 cm széles, lapított gömb alakú, rövid répagyökerű kaktusz. Csúcsa rendszerint tövistelen, és kissé süllyed be. A fiatal növénynek hat–tíz bordája van; az idősebbeknek akár akár 17 is lehet. Az bordák alapja igen széles (kb. 30 mm) és igen lapos, a csúcs felé közeledve kissé kiemelkednek, gyengén lekerekítettek. A felső, egymástól kb. 2 cm-re ülő areolák között gyengén fejlett keresztrovátkák húzódnak. Az areolák sárga filce idővel megszürkül, majd kihullik.
Három–öt, 25–30 mm hosszú peremtövise a testnél gyengén ívelt, erősen szúrós. A felső kettő felül ferdén oldalra mutat, a középső kettő ferdén alulra, az alsó egyenesen lefelé. A fiatal hajtásokon a tövisek világosbarnák, néhányuk hegye sötétebb. Később megszürkülnek. Néha megjelenik egy 35–45 mm hosszú középtövise is.
Selymes krémfehér virága tölcsér alakú, 62 mm x 40 mm-es. A receptaculum rövid, 16 x 10 mm-es, szürkészöld, és vastag, félkör alakú, lilásrózsaszín pikkelyek fedik. A kiterjeszkedő szakasz vörösesbarna-zöld, folytatba ugyanolyan színű, mint a receptaculum, de lilásrózsaszín körszegéllyel. Külső, mintegy 22 mm x 8 mm-es lepellevelei lapát alakúak, krémfehérek, fémesen csillogó, széles középcsíkkal. Belső lepellevelei mintegy 27 mm x 6 mm-esek, selymes krémfehérek, az alapjuk vöröses. A porzók fehérek, a portok világossárga. A bibe 16 mm hosszú, 11 zöldessárga bibeággal.
Ovális, kissé lekerekített, mintegy 25 mm x 66 mm-es, hosszirányban felhasadó termése kékes árnyalatú szürkészöld színűben játszik; néhány széles, világos lilásrózsaszín pikkely fedi. Mintegy milliméteres, enyhén domború, matt vörösesbarna magját apró dudorokkal és köztes gödröcskék díszítik. A mag köldöke ovális, gyengén ívelt, kissé bemélyedő; peremszegélye nincs. A csírakapu kissé kiemelkedik.